# Blang Mesjid
Blang Mesjid is een bestuurslaag in het regentschap Nagan Raya van de provincie Atjeh, Indonesië. Blang Mesjid telt 539 inwoners (volkstelling 2010).